# Panamska ožina
Panamska zemeljska ožina (špansko Istmo de Panamà), zgodovinsko znana kot Darienska vrzel, je ozek pas kopnega, ki leži med Karibskim morjem in Tihim oceanom in povezuje Severno in Južno Ameriko. Vsebuje državo Panamo in Panamski prekop. Kot velika ožina ima lokacija veliko strateško vrednost.
Ožina je verjetno nastala pred 12-15.000.000 let.  Ta glavni geološki dogodek je ločil Atlantski in Tihi ocean in povzročil nastanek Zalivskega toka.

## Zgodovina
Vasco Núñez de Balboa je slišal za Južno morje od domačinov, medtem ko je plul ob karibski obali. 25. septembra 1513 je videl Pacifik. Leta 1519 je bilo ustanovljeno mesto Panamá v bližini majhne avtohtone naselbine na pacifiški obali. Po odkritju Peruja se je razvilo v pomembno pristanišče, trgovsko in upravno središče. Leta 1671 je valižanski gusar Henry Morgan prečkal Panamsko ožino iz karibske strani in uničil mesto. Mesto je bilo nato preseljeno nekaj kilometrov proti zahodu na majhen polotok. Ruševine starega mesta, Panama Viejo, so se ohranile in so na Unescovem seznamu svetovne dediščine od leta 1997.
Srebro in zlato iz podkraljevine Peru so od leta 1707 prevažali po kopnem čez ožino v Porto Bello, kjer so ga naložili na španske ladje in poslali v Seviljo in Cádiz.
Lionel Wafer, valižanski raziskovalec, gusar in zasebnik, je preživel štiri leta med 1680 in 1684 med Cuna Indijanci.
Škotska je skušala leta 1698 ustanoviti naselje preko sheme Darien. (Shema Darien je bila neuspešen poskus Kraljevine Škotske, da postane svetovno trgovski narod z vzpostavitvijo kolonije imenovane "Kaledonija" na Panamski ožini v zalivu Darien v poznih 1690-tih).
Kalifornijska zlata mrzlica, ki se je začela leta 1849, je prinesla velik porast prevoza ljudi iz Atlantika do Pacifika. Parniki so pripeljali zlato v vzhodna pristanišča ZDA, ga prenašali čez ožino peš, s konjem in kasneje po železnici. Na pacifiški strani so se vkrcali na plovila Pacific Mail Steamship Company za San Francisco.
Ferdinand de Lesseps, francoski diplomat in kasneje razvijalec Sueškega prekopa, je začel leta 1880 s Panama Canal Company, ki je šla v stečaj leta 1889.
V 1902-4 so Združene države Amerike prisilile Kolumbijo v podelitev neodvisnosti sektorja ožine, kupile preostanek Panama Canal Company in končale kanal leta 1914.

## Geologija
Pomembno vodno telo - srednjeameriško morje je včasih ločevalo celini Severno in Južno Ameriko, tako da se je voda iz Pacifika in Atlantika svobodno pretakala. Pod površjem sta dve tektonski plošči Zemljine skorje počasi trčili, silili Kokosovo ploščo, da je zdrsnila pod Karibsko ploščo. Tlak in toplota nastala pri trčenju sta povzročila nastanek podvodnih vulkanov, od katerih so nekateri zraslo dovolj visoko, da se tvorili otoke že pred 15 milijoni let. Gibanje dveh tektonskih plošč je tudi povišalo morsko dno in na koncu potisnilo nekatera območja nad morsko gladino.
Sčasoma so ogromne količine sedimenta (pesek, zemlja in blata) iz Severne in Južne Amerike zapolnile vrzel med novo nastalimi otoki. Skozi milijone let se je usedlina nalagala, dokler niso bile vrzeli med otoki v celoti zapolnjene. Najkasneje pred 4,5 milijona let med Severno in Južno Ameriko nastale ožine. V aprilu 2015 je članek v Science Magazine izjavil, da kristali cirkona v kamninah srednjega miocena iz severne Kolumbije kažejo starost 10 milijonov let, in je verjetno, da je namesto otokov polna ožina med celinama Severne in Južne Amerike verjetno nastala že pred Srednjeameriškim morjem. 
Znanstveniki verjamejo da je tvorba Panamske ožine eden od najpomembnejših geoloških dogodkov v zadnjih 60 milijonih let. Čeprav le majhen kos zemljišča glede na velikosti celin, imela ožina ogromen vpliv na zemeljsko podnebje in okolje. Z zaprtjem pretoka vode med obema oceanoma, so se oceanski tokovi tako v Atlantiku kot Tihem oceanu preusmerili. Atlantski tokovi so bili prisiljeni preusmeriti se proti severu in so sčasoma privzeli nov trenutni vzorec, ki ga danes imenujemo zalivski tok. S toplimi karibskimi vodami, ki izhajajo proti severovzhodu Atlantika, se je klima severozahodne Evrope in vzhodne Severne Amerike ogrela. Izhlapevanje v tropskem Atlantiku in Karibih je povzročalo sladkovodni pari vstop v ozračje, medtem ko je za seboj zapustila slano vodo. Pasati (pihajo od vzhoda do zahoda) prenašajo vodno paro in jo deponirajo v Tihem oceanu s padavinami. Rezultat je bolj slan Atlantic od Pacifika.  Vsaka od teh sprememb je pomagala vzpostaviti današnji globalni vzorec oceanskega gibanja. Skratka, Panamska ožina je posredno in neposredno vplivala na oceana in atmosferske vzorce obtoka, ki regulirajo vzorce padavin, ki vplivajo na pokrajino. 
Podatki tudi kažejo, da je nastanek te zemeljske mase in kasnejše toplo, mokro vreme v severni Evropi povzročilo nastanek velike arktične kape ledu in prispevalo k sedanji ledeni dobi. Da topli tokovi lahko povzročijo nastanek ledenikov se morda zdi protislovno, vendar segreti zrak, ki teče čez topli zalivski tok lahko sprejme več vlage. Rezultat je povečana količina padavin, ki prispeva k snežni odeji.
Nastanek Panamske ožine je igral pomembno vlogo tudi pri biotski raznovrstnosti na planetu. Most je za živali in rastline pripomogel, da so se selile med obema celinama. Ta dogodek je znan v paleontologije kot Great American Interchange. V Severno Ameriko so današnji oposum, pasavec in ježevec prišli čez kopenski most iz Južne Amerike. Podobno so predniki medvedov, mačk, psov, konji, lame in rakuni vsi prišli čez ožino na jug. (Veliko južnoameriških sesalcev je že izumrlo. Zdi se, da so bili severnoameriških sesalci bolj navajeni na konkurenco in bolje prilagojeni hladnejšemu podnebju).

## Biosfera
Kot povezovalni most med dvema velikima kopenskima masama, je Panamska biosfera sestavljena s prekrivajočo favno in floro tako iz Severne kot Južne Amerike. Na območju ožine obstaja na primer več kot 978 vrst ptic. Tropsko podnebje spodbuja tudi nešteto velikih in barvno pisanih vrst: žuželk, kač, ptic, rib in plazilcev. Razdeljena po dolžini z gorovjem, je vreme na ožini običajno mokro na atlantski (karibski) strani, in ima jasnejšo delitev na mokre in suhe sezone na pacifiški strani.